# Phare de Pottawatomie
Le phare de Pottawatomie (en anglais : Potawatomie Light), est un phare du lac Michigan situé sur Rock Island dans le Comté de Door, Wisconsin.
Ce phare est inscrit au Registre national des lieux historiques depuis le 20 avril 1979 sous le n° 79000074 .

## Historique
Le premier phare sur place était une structure construite en 1836. Il a été démoli à la fin des années 1850 et remplacé par le phare existant. Le bâtiment actuel a été allumé pour la première fois en 1858 et a continué d'être une aide active à la navigation jusqu'en 1988. C'est le plus vieux phare du comté de Door. 
Il a été remplacé par une tour à claire-voie moderne avec un système optique automatisé.
Le phare a été restauré par The Friends of Rock Island Lighthouse. Il est ouvert pour des visites pendant l'été en tant que Pottawatomie Lighthouse Museum, du Memorial Day au Columbus Day de 10h à 16h. Le phare a été restauré dans un état illustrant son apparence vers 1882-1910. La lentille de Fresnel, perdue après la fermeture du phare à la fin des années 80, a été remplacée par une copie en plexiglas en 1999. La restauration avait été réalisée avec l'aide du parc à but non lucratif Friends of Rock Island State Park . Sur Rock Island, seul le camping en sac à dos est autorisé.

## Description
Le phare actuel  est une tourelle métallique quadrangulaire à claire-voie de 20 m de haut. La tour est peinte en blanc et elle est située à l'ouest du phare historique. Il émet, à une hauteur focale de 40 m, une  éclat blanc de 3 secondes par période de 4 secondes. Sa portée est de 7 milles nautiques (environ 13 km). Il est équipé d'une corne de brume émettant un  souffle de 3 secondes toutes les 30 secondes, du premier mai au 20 octobre selon besoin.

## Caractéristiques dufeu maritime
Fréquence : 6 secondes (W)
- Lumière : 0.6 seconde
- Obscurité : 5.4 secondes

Identifiant : ARLHS : USA-664 ; USCG :  7-21425 .

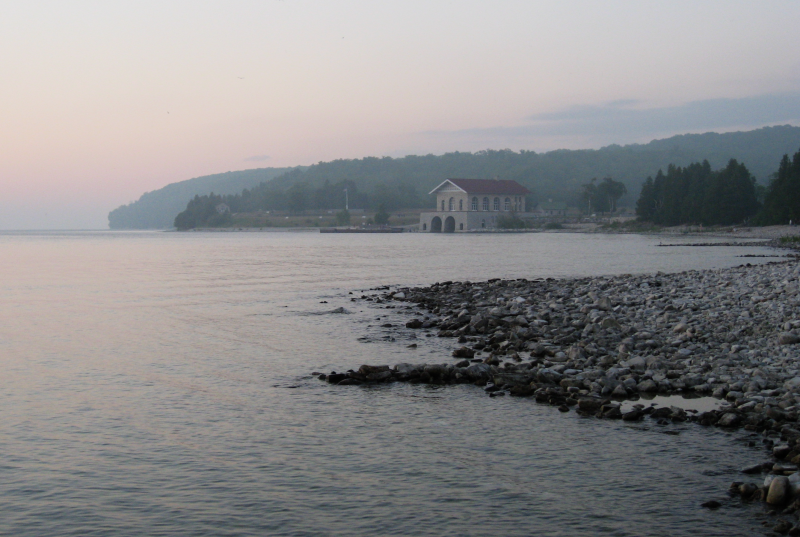
Rock Island
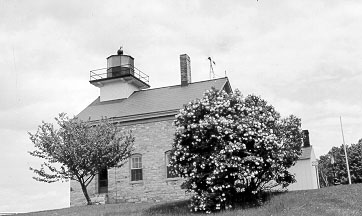
Le phare  (photo USCG)
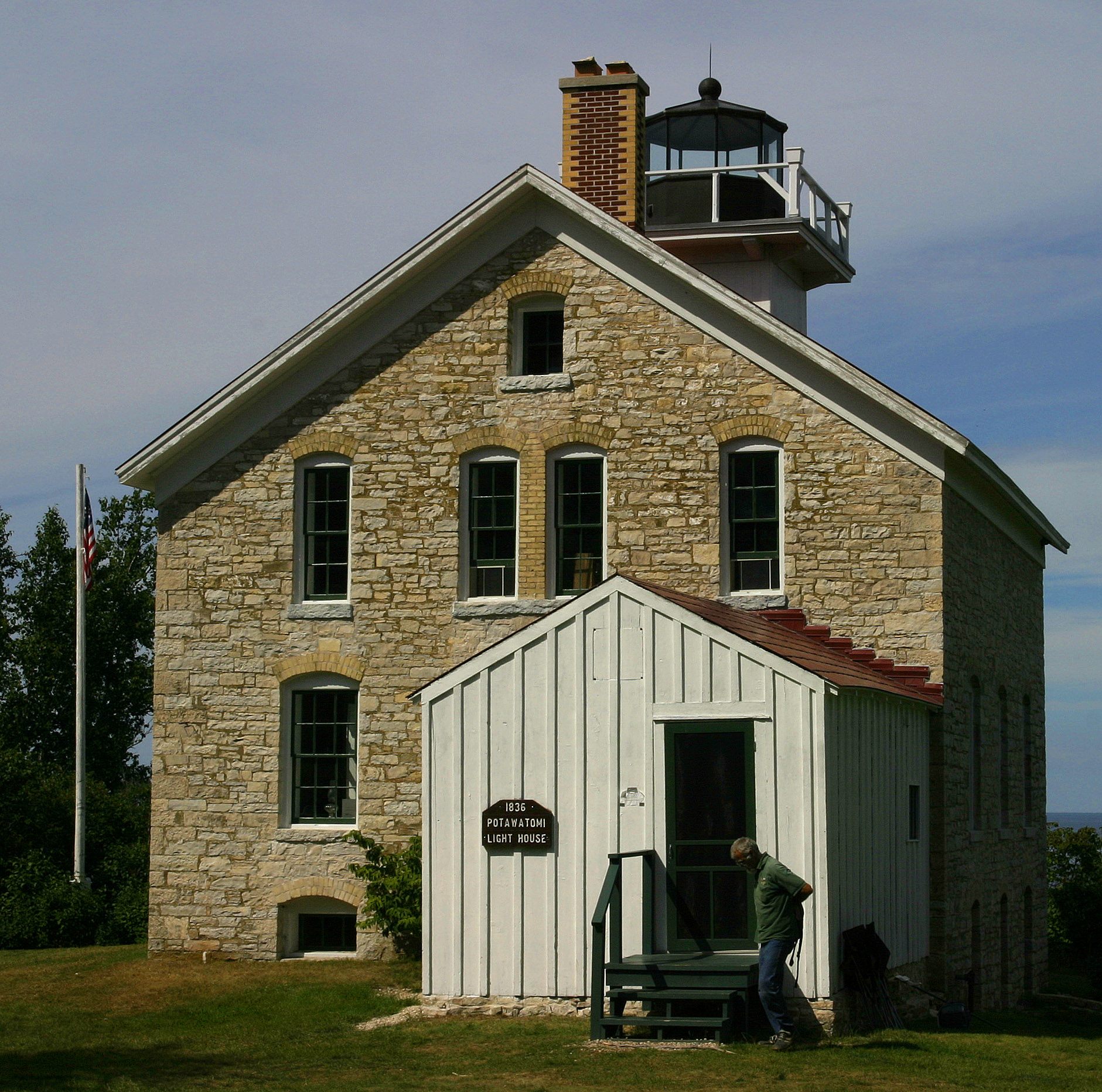
Le phare historique

### Lien connexe
- Liste des phares du Wisconsin